# عفرفر (المخادر)

تعديل مصدري - تعديل

عفرفر هي إحدى قرى عزلة الشرف بمديرية المخادر التابعة لمحافظة إب، بلغ تعداد سكانها 196 نسمة حسب تعداد اليمن لعام 2004.